# Абаканське залізорудне родовище
Абака́нське залізору́дне родо́вище — родовище залізної руди в Республіці Хакасія, Росія, в північно-західних відрогах Західних Саян. Адміністративні та промислові центри видобутку — Абаза, Абакан, Новокузнецьк.
Родовище було відкрито в 1856 році і назване уральськими майстрами «Абаканська благодать». Після відкриття розробка руд велася періодично. В 1947–59 роках збудовано підприємство по видобутку і збагаченню руд — «Абаканське рудоуправління». З 1957 року розроблялося відкритим способом, з 1962 — підземним (введена в дію шахта глибиною 400 м).
Родовище за походженням контактово-метасоматичне; представлене крутосхильними покладами легкозбагачувальних магнетитових руд і скарнів серед осадово-туфогенних порід середнього кембрію, прорваних інтрузіями сієніт-діоритів.
Руди утворюють 5 рудних тіл, які розчленовані численними розривними порушеннями з амплітудою переміщень до 50 м. Постійні супутники магнетиту: актиноліт, хлорит, кальцит, андезит і кобальтовмісний пірит. Родовище розвідане до глибина 1200—1300 м від поверхні з розривом на глибині 700—900 м. Балансові запаси руди становлять 145 млн т з середнім вмістом Fe 43,4 %, з домішками Со, Zn, S.
Родовище розкрите 5 вертикальними стовбурами і поверховими квершлагами. Система розробки — поверхове примусове обвалення з відбійкою руди на вертикальний компенсаційний простір в затиснутому середовищі. Вилучення руди — 85 %. Пересічний річний видобуток становить 2,4 млн т. Видобута руда з вмістом Fe 47,5 % направляється на збагачення.
Основний споживач продукту — Новокузнецький металургійний комбінат.